# Pseudanabaenaceae
Pseudanabaenaceae (manchmal auch Pseudoanabaenaceae – mit ‚o‘ – geschrieben, weitere frühere Bezeichnungen sind Prochlorotrichaceae und Sokoloviaceae) ist eine Familie von Cyanobakterien (Blaugrünbakterien) mit über 20 Gattungen, die von manchen Autoren teilweise in Unterfamilien der Pseudanabaenaceae zugeordnet werden.

## Systematik
Die Systematik der Familie ist (mit Stand 14. Oktober 2021) etwa wie folgt:
Familie Pseudanabaenaceae Anagnostidis & Komárek 1988(L,N,W) –  Synonyme:
- Pseudoanabaenaceae(W) (Schreibvariante)
- Prochlorotrichaceae Burger-Wiersma et al. 1989(L)
- „Sokoloviaceae“ Elenkin 1926(L)

- Unterfamilie: Heteroleibleinioideae Komárek & Anagnostidis 2005(A,W)[2][7][Anm. 1]

- Gattung: Heteroleibleinia (Geitler) Hoffmann, 1985

- Spezies: H. kuetzingii (Schmidle) Compère(A,W)
- Spezies: H. profunda Tavera & Komárek, 1996(W)
- Spezies: H. rigidula (Kützing ex Hansgirg 1872) Hoffmann 1985(L) (Typus)
- Spezies: H. willei (Setchell & N.L.Gardner) Guiry & D.M.John 2021(A)

- Unterfamilie: Leptolyngbyoideae(A)[Anm. 4]

- Gattung: Kovacikia Miscoe, Pietrasiak & J.R.Johansen, 2016(A)
- Gattung: Marileptolyngbya W.-G.Zhou & J.Ling, 2018(A)
- Gattung: Salileptolyngbya W.G.Zhou, 2018(A)
- Gattung: Sodalinema Cellamare, Duval, Touibi, Djediat & C.Bernard, 2018(A)

- Unterfamilie: Pseudanabaenoideae(A,W)

- Gattung: Anabaenella Welsh, 1964(A,L)

- Spezies: A. ulula Welsh, 1964(L)(Typus)

- Gattung: Calenema Ramos, Brito & Kastovsky, 2017(A,L,W)
- Gattung: Heteroleibleinia (Geitler) L.Hoffmann, 1905(W)
- Gattung: Jaaginema Anagnostidis & Komárek, 1988(L,W)
- Gattung: Lusitaniella Ramos, Brito & Kaštovský 2017(A,L)
- Gattung: Prochlorothrix Burger-Wiersma et al., 1989(L) d. h. T.Burger-Wiersma, L.J.Stal & L.R.Mur, 1989(W)
- Gattung: Romeria Koczwara, 1932(W)
- Gattung: Sokolovia Elenkin, 1926(A,L,W)
- Gattung: Tapinothrix Sauvageau, 1892(W)

Nicht bei AlgaeBase, jedoch bei WoRMS in dieser Unterfamilie:
- Gattung: Limnothrix M.-E.Meffert, 1988(A,L,N,W)

- Spezies: L. meffertiae corrig. (Anagnostidis 2001) Broady & Merican, 2012(N)
- Spezies: L. mirabilis (Bocher 1949) Anagnostidis, 2001(N)
- Spezies: L. planktonica (Woloszynska) Meffert, 1988(N)
- Spezies: L. redekei emend. Suda et al., 2002(L,N) (Typus)
- Spezies: L. rosea (Utermohl 1925) Meffert, 1988(N)
- Spezies: „L. sp. 'ACO2 43'“(N)
- Spezies: „L. sp. 2.2“(N)

- Gattung: Plectolyngbya Taton, Wilmotte, Smarda, Elster & Komárek, 2011(W)
- Gattung: Pseudanabaena Lauterborn, 1915 (mit Schreibvariante Pseudoanabaena)(A,L,N,W)

- Spezies: P. amphigranulata (Goor1918) Anagnostidis 2001 – syn. Oscillatoria amphigranulata Goor, 1918 und Limnothrix amphigranulata (Goor 1918) Meffert 1988(L,N)
- Spezies: P. biceps Böcher Böcher, 1946(A,W)
- Spezies: P. catenata Lauterborn, 1915(A,L,N) (Typus)
- Spezies: P. cinerea A.Tuji & Y.Niiyama 2018(N)
- Spezies: „P. constantiae“(N)
- Spezies: P. crassa Uherkovich, 1979(A,W)
- Spezies: P. curta (Hollerbach) Cronberg & Komarek, 1994(N)
- Spezies: P. foetida Niiyama et al., 2016(L,N)
- Spezies: P. galeata Böcher, 1949(L,N)
- Spezies: P. limnetica (Lemmermann 1900) Komárek, 1974(L,N) (früher Oscillatoria limnetica), benutzt Schwefelwasserstoff als Reduktionsmittel
- Spezies: P. lonchoides Anagnostidis, 1961(N)
- Spezies: P. minima (An 1992) Anagnostidis, 2001(L,N)
- Spezies: „P. mucicola“ (Naumann & Huber-Pestalozzi 1929) Bourrelly, 1970(L,N)
- Spezies: P. persicina (Reinke ex Gomont) Anagnostidis 2001(N)
- Spezies: P. rutilus-viridis (Kling et al.)(N)
- Spezies: P. tenuis (H.J.Kling, H.D.Laughinghouse & J.Komárek 2012)(A,N)
- Spezies: P. thermalis (Anagnostidis 2001)(N)
- Spezies: P. westiana (Anagnostidis 2001)(N)
- Spezies: P. yagii Tuji & Niiyama, 2018(L,N)
- Spezies: „P. sp. ‘Roaring Creek’“(N)
- Spezies: „P. sp. 0411“(N)
- Spezies: „P. sp. 0830-3“(N)
- Spezies: „P. sp. PCC 6903“(N)
- Spezies: „Cyanobacteria sp. ALCB 132761“(N)

- ohne Zuordnung einer Unterfamilie

- Gattung: Alkalinema Vaz 2015(L)
- Gattung: Amazoninema Genuário et al. 2018(L) d. h. D.B.Genuário, W.R.de Souza, R.T.R.Monteiro, C.L.Sant'Anna & I.T.S.Melo(A)
- Gattung: Arthronema Komárek & Lukavský, 1988(L,W)
- Gattung: Chamaenema Kützing 1833(A,L)

- Spezies: C. carneum Kützing 1833(L) (Typus)
- Spezies: C. fulvum Kützing 1833(L)

- Gattung: Campylotropium Hortobágyi & Hilliard 1965(L)
- Gattung: Pantanalinema Vaz 2015(L)
- Gattung: Persinema F.Heidari & T.Hauer, 2018(A,L,W)
- Gattung: Pinocchia Dvořák 2015(L)
- Gattung: Sodaleptolyngbya Cellamare, C.Duval, Touibi, Djediat & C.Bernard(A)
- Gattung: Spirocoleus Möbius ex Crow 1927(A,L) als Möbius, 1889(W)
- Gattung: Spirulinopsis Bharadwaya 1963(L)
- Gattung: Thalassoporum Konstantinou & Gkelis 2021(L)
- Gattung: Toxifilum Zimba, Huang, Foley & Linton, 2017(A,L,N,W)

- Spezies: T. mysidocida Zimba et al., 2017(L,N) (Typus)
- Spezies: „T. sp. 0TAC 6“(N)
- Spezies: „T. sp. CHAB TP201503“(N)
- Spezies: „T. sp. CHAB TP201504“(N)

- Gattung: Yonedaella I.Umezaki 1962(A,L)
- nicht-klassifizierte Spezies ohne Zuordnung zu einer Gattung

- Spezies: „Pseudanabaenaceae cyanobacterium 4J4“(N)
- Spezies: „Pseudanabaenaceae cyanobacterium ANP1-KK1“(N)
- Spezies: „Pseudanabaenaceae cyanobacterium ATA1-4-CV13“(N)

Quellen:
(L) – List of Prokaryotic names with Standing in Nomenclature (LPSN)
(A) – AlgaeBase
(W) – World Register of Marine Species (WoRMS)
(N) – National Center for Biotechnology Information (NCBI)
Zu den Gattungen ist jeweils nur eine Auswahl von Arten (Spezies) angegeben.
Die Zuordnung der Gattungen Heteroleibleinia und Leibleinia (s. o.) ist noch in Diskussion,
die Gattung Komvophoron (NCBI) ist nach LPSN verschoben in die Familie Gomontiellaceae (Ordnung Oscillatoriales)(L)
und damit auch deren Untergattung K. subg. Alyssophoron Anagnostidis & Komárek 1988, sowie enthaltene Spezies, nämlich:
- K. crassum (Vozzhennikova) Anagnostidis & Komárek, 1988 – syn. Pseudanabaena crassa Vozzhennikova, 1953(A,W)
- K. hindakii Hasler & Poulickova 2010(N)
- K. kgarii McGregor & Sendall 2013(N)
- K. schmidlei (Jaag 1938) Anagnostidis & Komárek 1988(L) (Typus)
- K. sp. GSP300-7(N)
- K. sp. GSPWP62(N)
- K. sp. ORO36S1(N)

Pseudanabaena  schmidlei Jaag 1938(N) gilt nach LPSN und WoRMS als Synonym mit gültigem Namen Komvophoron schmidlei (Jaag) Anagnostidis & Komárek}, 1988(L,W)

Stenomitos frigidus (Fritsch 1912) Miscoe and Johansen, 2016 gilt nach LPSN und WoRMS als aktuell gültige Bezeichnung mit den veralteten Namen
- Pseudanabaena frigida (Fritsch) Anagnostidis 2001(N)
- Leptolyngbya frigida (F.E.Fritsch) Anagnostidis & Komárek 1988
- Phormidium frigidum F.E.Fritsch, 1912 (ursprünglicher Name)

Von den Unterfamilien ist einzig Pseudanabaenoideae sicher, ohne die anderen wäre sie aber obsolet und fehlt daher bei LPSN.
Die Gattungen Halomicronema Abed, Garcia-Pichel & Hernández-Mariné, 2002(W)  und „Coccusdissimilis“ Walter et al. 2017 gelten nach Gisriel et al. (2023) zusammen mit Nodosilinea als Mitglieder der Ordnung Nodosilineales.

## Vorkommen
Die meisten Berichte über Vorkommen von Vertretern dieser Familie gibt es von einer Reihe von Umgebungen nachgewiesen, von natürlichen Seen bis zu Abklingbecken, dabei handelt es sich meist um Arten von Pseudanabaena oder Limnothrix.

### Großer Seddiner See
Die Spezies Limnothrix redekei und L. planctonia  waren zusammen mit L. amphigranulata (jetzt Pseudanabaena amphigranulata) waren lt. einer Studie im Untersuchungszeitraum 1192 bis 1997 im Großen Seddiner See die in der Nahrungspyramide vorherrschenden Cyanobakterien.

### Thermalsee in Hévíz
Im Thermalsee bei Hévíz (Ungarn) wurden neben eukaryotischen Mikroorganismen verschiedene Bakterien nachgewiesen, speziell unter den Cyanobakterien verschiedene Arten der Gattung Oscillatoria sowie Spirulina major. Die Hälfte der Cyanobakterien ist thermophil, unter diesen sind die beiden Arten Pseudanabaena papillaterminata und Pseudanabaena crassa (möglicherweise ist Komvophoron crassum gemeint) in Ungarn nur in diesem See heimisch.

### Drevviken
Drevviken ist ein See im Süden Stockholms (Schweden), den sich die vier Gemeinden Stockholm, Haninge, Huddinge und Tyresö teilen. Im Sommer wird das Phytoplankton von Cyanobakterien und gelegentlich Kieselalgen dominiert, im Zooplankton finden sich Rädertierchen und Copepoden; in geringeren Maße gibt es auch Dinoflagellaten. Von den Cyanobakterien ist Pseudanabaena limnetica nachgewiesen; außerdem Planktolyngbya sp. (Leptolyngbyaceae), Anabaena sp., Aphanizomenon cf. gracile, von denen nur die letztere giftig ist, während Anabaena häufig Algenblüten verursacht.

### Flyndersø
Flyndersø ist der Name zweier Seen in Dänemark:
Der größere von beiden befindet sich südwestlich der Stadt Skive in Mitteljütland (dänisch Midtjylland), 240 km westlich von Kopenhagen;
der kleinere von beiden dagegen auf der dänischen Hauptinsel Seeland (dän. Sjælland, englisch Zealand) nördlich von Rørvig (nordöstlich des etwas größeren Dybesø). Dieser kleine Flyndersø ist ein alkalischer, flacher Brackwassersee, der nur durch eine schmale, mit Vegetation bewachsene Landenge vom Meer getrennt ist und Gegenstand eingehender limnologischer Untersuchungen war. Der See hat einen pH-Wert von 7,6 (7,2–8,6), sein Wasser eine Gesamthärte von 9,0 (deutsche Härtegrade) und einen Salzgehalt von 590 mg Chlorid pro Liter.
In dem See wurde 1949 von Tyge W. Böcher die 1946 von ihm beschrieben Spezies Pseudanabaena biceps gefunden, die dortigen Untersuchungen identifizierten an Cyanobakterien weitere Arten der folgenden Ordnungen:
- Chroococcales (Microcystis spp., Chroococcus spp.)
- Synechococcales (Aphanocapsa spp., Eucapsis sp., Synechococcus sp., und Synechocystis sp.),
- Chroococcales (Gloeocapsa spp., Gloeothece sp., . und Gomphosphaeria sp.)

### Laguna de Alchichica
Im alkalischen Maarsee von Alchichica (Laguna de Alchichica, englisch Lake Alchichica 19,4167° N, 97,4° W) in Puebla, Zentralmexiko, wurde ebenfalls eine Anzahl von Cyanobakterien-Spezies nachgewiesen, darunter neben Gloeomargarita lithophora auch Heteroleibleinia profunda.
Die Zugehörigkeit der Gattung Heteroleibleinia zur Familie Pseudanabaenaceae ist aber unsicher.

## Strahlungsunempfindlichkeit
Eine Pseudanabaena-Spezies war dominierender photosynthetischer Organismus während einer Blüte in einem Abklingbecken für abgebrannte Brennelemente (spent nuclear fuel pond, SNFP) mit hohem pH-Wert von ca. 11,4 in der Anlage von Sellafield im Vereinigten Königreich (UK) identifiziert. Daraufhin wurde die metabolische Reaktion einer Laborkultur von Pseudanabaena catenata, einem Verwandten dieses Mikroorganismus, auf Röntgenstrahlung untersucht. Dabei wurde festgestellt, dass eine über 5 Tage verabreichte Dosis von 95 Gy (Gray) keinen signifikanten Einfluss auf das Wachstum von P. catenata hatte.

## Studie zum Photosystem I
In einer Studie aus dem Jahr 1998 wurde in Pseudanabaena sp. PCC 6903 der Reaktionsmechanismus bei der Reduktion im Photosystem I der Photosynthese vermöge Plastocyanin und Cytochrom c6 untersucht.